# Hypsosinga ryani
Espèce
Hypsosinga ryani est une espèce d'araignées aranéomorphes de la famille des Araneidae.

## Distribution
Cette espèce est endémique du Viêt Nam. Elle se rencontre dans les provinces de Hà Tây et de Cao Bằng.

## Description
Le mâle holotype mesure 2,50 mm et la femelle paratype 2,55 mm.

## Systématique et taxinomie
Cette espèce a été décrite par Mi, Li et Pham en 2023.

## Publication originale
- Mi, Li & Pham, 2023 : « On five new species of the genera Araneus and Hypsosinga (Araneae, Araneidae) from Vietnam. » ZooKeys, vol. 1161, p. 69-87 (texte intégral).